# 鮑恩鎮區 (阿肯色州麥迪遜縣)
鮑恩鎮區（英語：Bowen Township）是位於美國阿肯色州麥迪遜縣的一個行政鎮區。

## 地方資料
根據2010年美國人口普查的數據，鮑恩鎮區的面積為83.20平方千米，當中陸地面積為72.90平方千米，而水域面積為0.30平方千米。當地共有人口486人，而人口密度為每平方千米5人。